# Leto Morvidi
Leto Morvidi (Manciano, 5 ottobre 1894 – Viterbo, 23 giugno 1984) è stato un politico e avvocato italiano.

## Biografia
Giovane socialista, combatté nella prima guerra mondiale.
Nell'immediato primo dopoguerra insegnò materie economiche e giuridiche negli istituti tecnici di Sassari e di Arezzo. Nelle due città fu anche segretario delle locali Federazioni socialiste e non esitò a prendere, come avvocato, la difesa di lavoratori antifascisti.
Con l'approvazione delle leggi eccezionali fasciste, Morvidi si dedicò completamente all'insegnamento ad Udine e quindi a Viterbo, dove si era trasferito durante la seconda guerra mondiale e dove riprese anche la professione forense. Nel 1945 venne eletto sindaco del Comune di Manciano in un referendum che rappresentò il primo esperimento elettorale dopo il Ventennio fascista.
Il giurista, dopo la Liberazione, aderì al PCI e nel 1946 fu eletto consigliere comunale a Viterbo. Dal 1951 al 1956, Leto Morvidi è stato anche consigliere e presidente della provincia di Viterbo.
Nel 1963 fu eletto senatore per il PCI, nella IV legislatura, e nel 1968, sempre per quel partito, fu deputato al Parlamento, nella V.
Autore di numerosi testi economici e giuridici, quando pubblicò il suo "Elementi di diritto civile" fu premiato dall'Accademia dei Lincei.